# IT'S ALL ABOUT LOVE
『IT'S ALL ABOUT LOVE』（イッツオールアバウトラブ）は、2002年9月19日にリリースされたDREAMS COME TRUEの30thシングル。

## 概要
- 西川隆宏脱退後初の作品。
- 全編英語詞のシングルとしては、既発アルバムからのシングルカットであった「Go On, Baby! -universal mix-」と、再発盤の「WINTER SONG」を除くと、1994年4月28日に発売された「WHEREVER YOU ARE」以来、8年5か月ぶりの作品となる。
- 2009年時点で、DREAMS COME TRUEのシングルの中で、唯一インディーズからの発売となった。なお発売元の「DCT Records」は、ドリカム自身が主宰するインディーズレーベル（流通はダイキサウンドが担当）。

## 収録曲
1. IT'S ALL ABOUT LOVE
  - 爽健美茶＋DREAMS COME TRUEコラボレーションソング。本人達もCMに出演した。
  - 2001年9月11日のアメリカ同時多発テロ事件を受けて作った曲。
  - ミュージックビデオがオリジナル版、acoustic versionの2種類存在する。
  - 同年開催された全国ツアー「2002:monkey girl odyssey arena-mix」では発売に先駆けて披露されていた。その際、英語詞の訳詞をメンバーの中村正人が読み上げてから演奏されるという演出であった。
  - 後にベストアルバム『LOVE OVERFLOWS -ASIAN EDITION-』に収録。
2. SAY IT
3. IT'S ALL ABOUT LOVE -acoustic version-
4. SAY IT -acoustic version-

## 収録アルバム
- LOVE OVERFLOWS -ASIAN EDITION-(2004年3月3日)
- THE SOUL FOR THE PEOPLE 〜東日本大震災支援ベストアルバム〜(2011年6月29日)